# Samadaya Hilisimaetano
Samadaya Hilisimaetano is een bestuurslaag in het regentschap Nias Selatan van de provincie Noord-Sumatra, Indonesië. Samadaya Hilisimaetano telt 696 inwoners (volkstelling 2010).